# Paramicrolaimidae
Paramicrolaimidae é uma família de nematóides pertencentes à ordem Leptolaimida.
Género:
- Paramicrolaimus Wieser, 1954